# François-Joseph Robuste
François-Joseph Robuste, né le 17 mars 1683 à Angoulême et décédé le 3 février 1754 à Paris,  est un prélat français au XVIIIe siècle.

## Biographie
François-Joseph Robuste est le fils de Joseph-Olivier Robuste, avocat au présidial d'Angoulême, et Françoise Aultier.
Docteur en Sorbonne, il est prieur commendataire de La Tâche et Saint-Séverin en Angoumois, grand-vicaire de l'archevêché de Reims. Il est aussi censeur royal des livres et chapelain titulaire de la chapelle des Bignons à Paris, ville où il réside.
En 1726, l'abbé Robuste est élu député à l'Assemblée générale du clergé de France, tenue à Paris.
Le 21 août 1729, il est sacré évêque titulaire de Nitrie en Basse-Égypte, dans la maison de Sorbonne.
En 1754, il meurt à l'âge de 70 ans.

## Sources
- François Vigier de la Pile, Histoire de l'Angoumois, Michon, 1846, p. 140
- Gustave Babinet de Rencogne, Inventaire-sommaire des archives départementales de la Charente, 1887, p. 236
- Procès-verbal de l'Assemblée Générale du Clergé de France, 1727, p. 24
- Mercure de France, 1754, p. 209